# Escritura soyombo
La escritura soyombo (también erróneamente llamado alfabeto soyombo, en mongol: Соёмбо бичиг Soyombo bichig) es un sistema de escritura desarrollado en 1686 por un monje budista llamado Zanabazar para escribir el idioma mongol. Se trata de un abugida escrito en líneas horizontales desde izquierda hacia derecha. Puede ser utilizado también para escribir los idiomas tibetano y sánscrito.
Esta escritura aparece principalmente en textos budistas de Asia central, sobre todo en forma de texto manuscrito e inscripciones.
Existe un carácter especial proveniente de este abugida, el llamado símbolo Soyombo, el cual es considerado uno de los símbolos nacionales de Mongolia; aparece en su bandera nacional a partir del año 1921, en su emblema nacional a partir de 1960, también en los billetes, sellos etc.

## Creación
El abugida soyombo fue creado como el cuarto alfabeto del idioma mongol, tan solo 38 años después del invento del alfabeto todo. Su nombre hace referencia a la palabra sánscrita svayambhu que significa «creado por sí mismo/autocreado».
El sistema silábico de la escritura deriva del sánscrito, mientras que la forma de los caracteres deriva de la escritura ranjana.

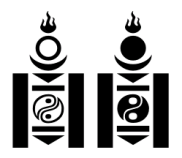
El símbolo soyombo.

No está claro si Zanabazar también inventó el símbolo soyombo o ya había existido antes.

## Uso
Los mongoles orientales utilizaban esta escritura en situaciones ceremoniales y para adornar. Zanabazar lo inventó para escribir textos religiosos budistas traducidos de sánscrito y tibetano y para esto estaba siendo utilizado por Zanabazar y sus alumnos.
Ya que la escritura es demasiado complicada como para ser usada en vida cotidiana, su uso es casi inexistente hoy en día. Además de varios textos religiosos, el abugida puede ser encontrado también en inscripciones de los templos.
La escritura es también objeto de estudios lingüísticos ya que refleja los cambios que surgieron en el idioma mongol, como por ejemplo las vocales largas.

## Forma
Soyombo fue el primer sistema de escritura mongol que se escribía en líneas horizontales, desde izquierda hacia derecha, al contrario a los sistemas anteriores escritos en líneas verticales. Igual que en los abugidas tibetano y sánscrito, los caracteres de este también poseen un trazo horizontal arriba.
Las dos variaciones del símbolo soyombo son usadas para marcar el inicio y el final del texto. El triángulo superior del primer símbolo marca la posición del trazo horizontal del cual se escribe el resto de cada carácter.
Cada carácter se compone de tres elementos. El primer elemento es la consonante colocada arriba dentro del ángulo. El segundo es la vocal escrita encima de la consonante, con dos excepciones: la u y la ü, que son escritas debajo. El tercero es la segunda consonante (si hay una) escrita como un carácter pequeño debajo de la primera consonante; si la sílaba cuenta con una u o una ü, esta se escribe a la izquierda del símbolo de la segunda consonante. Las vocales largas se marcan con un gancho abajo al final del trozo vertical que posee cada letra. Los diptongos se marcan escribiendo un símbolo a la derecha del trazo vertical.

## Caracteres

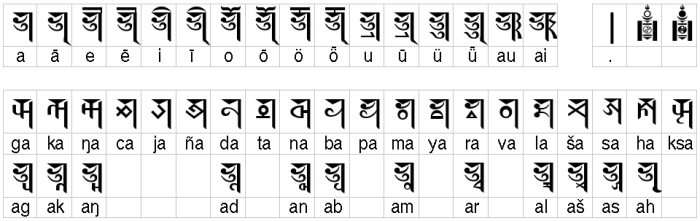
Los caracteres del abugida soyombo.

El primer carácter del abugida representa la sílaba corta a. Las sílabas que poseen solo una vocal son creadas a base del carácter a, añadiendo a él el símbolo diacrítico propio para cada vocal. El resto de los caracteres son sílabas que empiezan con una consonante.
El sistema posee 20 consonantes y 14 vocales. Existen en total casi 4000 posibles combinaciones de las consonantes y vocales, pero no todas existen en el idioma mongol. Hay también símbolos adicionales para escribir los idiomas tibetano y sánscrito.
Aparte del símbolo soyombo, el único carácter de puntuación es el de final de frase (equivalente del punto «.» en los alfabetos latinos), que tiene forma de un trazo vertical. En las inscripciones las palabras están usualmente divididas utilizando un punto a la altura del triángulo superior del símbolo soyombo (un sistema parecido existe en la escritura tibetana).

## Unicode
El abugida soyombo ha sido incluido en el estándar Unicode en 2017 y se encuentra en el rango de caracteres U+11A50 a U+11AAF.